# Japan GmbH
Japan GmbH (jap. マンガ日本経済入門, Manga Nihon Keizai Nyūmon, dt. „Einführung in die Wirtschaft Japans durch Manga“) ist ein Manga des japanischen Zeichners Shōtarō Ishinomori aus den Jahren 1986 bis 1988. Der Sachcomic behandelt das System der japanischen Wirtschaft am Beispiel eines fiktiven japanischen Autoherstellers und wurde 1987 als Anime-Fernsehserie umgesetzt.

## Inhalt
Die Geschichten der Serie handeln von der Entwicklung mehrerer Unternehmen und den japanisch-amerikanischen Wirtschaftsbeziehungen. Im Zentrum stehen dabei immer wieder die jungen Manager Tsugawa und Kudo und deren Rivalität. Während Tsugawa stets nur am Profit orientiert ist, legt Kudo Wert auf soziale Verantwortung. So enthalten die Erzählungen auch Intrigen, Erpressung und Sex. Der Anime erzählt von der Havard-Absolventin Sawako Matsumoto, die nach ihrem Studium nach Japan zurückkehrt. Unter dem starken Yen gerät die japanische Wirtschaft unter Druck und Matsumoto muss für ihr neues Unternehmen einen neuen Geschäftsplan ausarbeiten, der es durch diese Zeit bringt.

## Veröffentlichung
Der Manga erschien von 1986 bis 1988 in der Zeitschrift Nippon Keizai Shimbun. Später erschien die Geschichte als Sammelausgabe in vier Bänden. Das Werk erschien 1989 auf Deutsch beim Verlag Norman Rentrop. Eine englische Ausgabe erschien als Studienbuch an der University of California sowie später bei Lanchester Press. Außerdem wurde es ins Französische übersetzt.

## Anime
Das Animationsstudio Knack adaptierte den Manga als Anime-Fernsehserie mit insgesamt 25 Folgen. Regie führte Takenori Kawada und Hauptautor war Takashi Yamada. Die künstlerische Leitung lag bei Hitoshi Nagao und die verantwortlichen Produzenten waren Nobuomi Nakamura und Takashi Hisaoka. Die Musik stammt von Sunset Hills Hotel.
Die Serie wurde erstmals vom 13. Oktober 1987 bis zum 29. März 1988 von TV Tokyo ausgestrahlt. Als Sendezeit wurde mit 22:00 Uhr eine Zeit gewählt, zu der lange arbeitende Angestellte zu Hause sind.
Synchronisation
| Rolle          | japanischer Sprecher (Seiyū) |
| -------------- | ---------------------------- |
| Angestellter A | Hiroko Yamaguchi             |
| Angestellte B  | Hiroko Yamaguchi             |
| Tsugawa        | Hōchu Ohtsuka                |
| Toda           | Ikuya Sawaki                 |
| Idate          | Junji Kitajima               |
| Migawa         | Ken Yamaguchi                |
| Yūki           | Kenyū Horiuchi               |
| Kendō          | Masashi Hirose               |
| Yukie          | Naoko Matsui                 |
| Annemary       | Rei Sakuma                   |
| Funeoka        | Takkō Ishimori               |
| Tsuchida       | Yasunori Matsumoto           |
| Sachiko        | Yoshino Takamori             |

## Rezeption und Wirkung
Shōtarō Ishinomori erhielt für Japan GmbH 1988 den 33. Shōgakukan-Manga-Preis und den 17. Japan Cartoonists Association Award. Das Werk war auch kommerziell erfolgreich und führte zum Aufkommen vieler weiterer Sachmangas.
Jason Thompson nennt den Manga erzählerisch eher schwach und inhaltlich überladen. Die Geschichte springe in Zeit und Ort ständig hin und her, werde dabei immer wieder von langen Erklärstücken unterbrochen. Positiv sei nur der gut getroffene Ronald Reagan.